# Samsung Galaxy Gio
El Samsung Galaxy Gio (GT-S5660) fue un teléfono inteligente fabricado por Samsung y que ejecuta el sistema operativo Android.
Se anunció en el Mobile World Congress 2011 como uno de los cuatro teléfonos inteligentes Samsung de gama baja, junto con Galaxy Ace, Galaxy Fit y Galaxy Mini.
El teléfono Galaxy Gio hizo su debut canadiense en agosto de 2011. Inicialmente disponible para Bell Canada, el Gio pronto estuvo disponible en Virgin Mobile Canada y Solo Mobile. A partir de diciembre de 2011, Galaxy Gio también estuvo disponible en los Estados Unidos como Samsung Repp en los U.S. Cellular.

## Características

### Hardware
Galaxy Gio tiene una pantalla táctil capacitiva multi-touch HVGA de 3,2 pulgadas (8,1 cm), una cámara de 3,2 megapíxeles con enfoque automático y un Qualcomm MSM7227 Turbo de 800 MHz (ARMv6), 278 MB de RAM, 158 MB de almacenamiento interno, 3G HSPA +, una radio FM con soporte RDS, GPS, Wi-Fi 802.11 b / g / n, y una batería de 1350 mAh. Además de la memoria interna del teléfono, el dispositivo tiene una ranura para tarjeta MicroSD y viene con una tarjeta MicroSD de 2 Gb (como nueva). Con ese teléfono, la tarjeta MicroSD incluida es la ubicación principal para el almacenamiento de aplicaciones y datos generados por el usuario, como fotos y multimedia.

### Software
Galaxy Gio originalmente vino con Android 2.2 "Froyo", con la interfaz de usuario TouchWiz de Samsung.
A principios de agosto de 2011, Samsung lanzó oficialmente la actualización 2.3 "Gingerbread" a través de Kies. En septiembre de 2011, Samsung lanzó una actualización en los Países Bajos con la indicación "PDA: KPS PHONE: KPA CSC: KP1 (XEN)".
Los usuarios también pueden actualizar a Android 2.3.6 a través de Samsung Kies, y desde octubre de 2012, Android 2.3.4 y 2.3.6 vienen preinstalados en muchos Gios vendidos en todo el mundo.
Los cambios asociados con la actualización 2.3.6 incluyen una nueva pantalla de bloqueo, un nuevo icono de teléfono, el efecto de desplazamiento de brillo azul y algunos otros cambios cosméticos relacionados con la interfaz de usuario del sistema.
Samsung no ha hecho que Android 4.1 esté disponible para Gio debido a su hardware menos potente, aunque los usuarios pueden actualizar a través de Root y ClockworkMod Recovery. MaclawStudio también ha puesto a disposición un puerto sin errores y estable del AOSP-ROM, 4.0.x Ice Cream Sandwich y 4.1 Jelly Bean.
Debido a que el navegador nativo de Android está desactualizado, Mozilla puede visitar sitios web modernos con Firefox para Android. Como el teléfono Galaxy Gio contiene un procesador central basado en la arquitectura ARMv6, la versión más reciente de Firefox para dispositivos ARMv6 es 31.3.0esr, lanzada el 17 de octubre de 2015. Desde entonces, Mozilla ha dejado de desarrollar esta arquitectura de CPU. El método principal para reducir el uso de recursos de Firefox es instalar el complemento NoScript Anywhere.